# Italdesign Giugiaro
Italdesign Giugiaro är ett italienskt designföretag.
Italdesign grundades av Giorgetto Giugiaro 1968 och är ofta anlitat ett av de stora bilmärkena för design av bilmodeller och konceptbilar. Italdesign ligger bakom en rad kända bilmodeller i olika prisklasser. Giorgetto Giugiaro sålde vid 72 års ålder 90,1 % av Italdesign till Volkswagen genom dotterbolaget Lamborghini Holding S.p.A.

## Design
Exempel på bilar designade av Giorgetto Giugiaro.

- Maserati 5000 GT Bertone
- Alfa Romeo 2000 Spring
- Ferrari 250 GT Bertone
- De Tomaso 2000 Competizione
- Iso Rivolta Fidia
- Volkswagen Golf (1974)
- Alfa Romeo Alfasud
- BMW M1
- DeLorean DMC-12
- Fiat Panda
- Audi 80
- Lancia Thema
- Hyundai Pony
- Daewoo Leganza
- Volkswagen W12
- Fiat Sedici/Suzuki SX4